# 邊界層

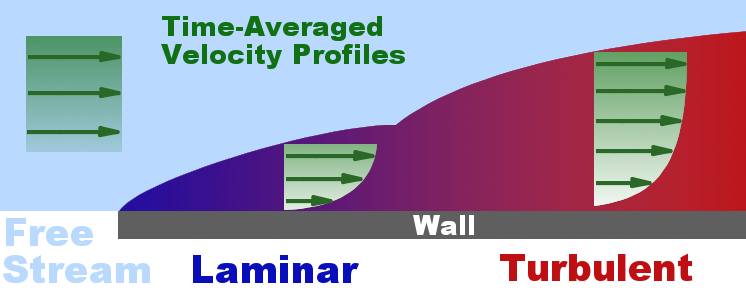
邊界層示意圖，圖中可看出由層流演變為紊流的過程

邊界層，又称附面层是一個流體力學名詞，表示流體中緊接著管壁或其他固定表面的部份。邊界層是由黏滯力產生的效應，和雷諾數Re有關。
一般提到的邊界層是指速度的邊界層。在邊界層外，流體的速度接近定值，不隨位置而變化。在邊界層內，在固定表面上流速為0，距固定表面越遠，速度會趨近一定值。

流體速度及自由速度

## 邊界層厚度
若流體的速度為{\displaystyle u(y)}，{\displaystyle y}為該點和固定表面的距離，而流體在不受黏滯力影響的速度為自由速度{\displaystyle u_{o}}，則可依下式定義邊界層厚度（也稱作速度邊界層厚度）{\displaystyle \delta }，即速度到達99%自由速度{\displaystyle u_{o}}的位置：
{\displaystyle u(\delta )=0.99u_{o}}
邊界層厚度越小，邊界層內速度的變化率越大，可以視為速度的擴散率越大。
在不可壓縮流中，位移厚度（displacement thickness）δ*或δ1可以用以下的方式定義：
{\displaystyle {\delta ^{*}}=\int _{0}^{\infty }{\left(1-{u(y) \over u_{0}}\right)dy}}
而在可壓縮流中對應的定義如下（{\displaystyle \rho }為流體密度）：
{\displaystyle {\delta ^{*}}=\int _{0}^{\infty }{\left(1-{\rho u(y) \over \rho _{0}u_{0}}\right)dy}}
位移厚度可視為若流體沒有黏滯力，其速度為自由速度{\displaystyle u_{o}}，若其流量（可壓縮流中為質量流量）和原來流場的流量相同，流體可以減少的厚度。位移厚度可以量度在一流場中，因黏滯力而減少的流量。
以類似的方式可以定義動量厚度（momentum thickness）θ或δ2：
{\displaystyle ath>{\delta ^{*}}=\int _{0}^{\infty }{\left(1-{\rho u(y) \over \rho _{0}u_{0}}\right)dy}}
動量厚度可視為若流體沒有黏滯力，其速度為自由速度{\displaystyle u_{o}}，若其總動量和原來流場的動量相同，流體可以減少的厚度。

## 熱傳的邊界層厚度
在熱傳導中也有熱的邊界層。熱邊界層厚度定義和邊界層厚度類似，是從邊界到溫度為99%原始流體溫度位置的距離。
熱的邊界層厚度越小，表示熱傳的效果越好。
熱傳的邊界層厚度及速度邊界層厚度的關係由普兰特尔数Pr控制。若 Pr=1，兩者厚度相同；若Pr> 1，熱傳邊界層厚度較薄，熱傳的效果較好；若 Pr < 1，熱傳邊界層厚度較厚，熱傳的效果較差（如空氣）。